# 東京シャッフル
「東京シャッフル」（とうきょうシャッフル）は、サザンオールスターズの楽曲。自身の19作目のシングルとして、タイシタレーベルから7インチレコードで1983年11月5日に発売された。
1988年6月25日と1998年2月11日に8cmCDとして、2005年6月25日には12cmCDで再発売されている。2014年12月17日からはダウンロード配信、2019年12月20日からはストリーミング配信が開始されている。

## 背景・チャート成績
前作「EMANON」からちょうど4か月ぶりに発売されたシングル。
ジャケットのイラストは大森隆志が書いている。
オリコンによる本作の累計売上は10万枚ほどであるが、発売同年のNHK紅白歌合戦で表題曲を披露した効果によってTOP30に通算23週ランクインを果たした。

## 収録曲
- 収録時間：6:45

1. 東京シャッフル (3:04)
（作詞・作曲:桑田佳祐　編曲:サザンオールスターズ　管編曲:八木正生）
昭和20年の東京をモチーフにした曲で、タイトル通りのシャッフルビートに、歌詞にも出て来るクラリネットが絡む。歌詞は七七七五の都々逸調であり[6]、クラリネットの他にもジルバなどジャズやラテンを感じさせる単語が登場する[3]。
ミュージック・ビデオには冒頭に桑田がニュースキャスターに扮したり、アロハシャツ姿で楽器を演奏し桑田が歌うシーン（間奏で変な男やおかしな飛脚が表れメンバーが呆気にとられる）や母親（原由子）や子供（大森隆志・松田弘）がラジオから流れる曲に合わせて踊ったり、麦わら帽子の男（野沢秀行）が無人のスイカ畑に置かれたスイカを持ち逃げして疾走するシーンが登場する[7]。
本楽曲で1983年12月31日の『第34回NHK紅白歌合戦』に3回目の出場。同紅白では頭髪を“紅白カラー”に染めた桑田とタキシードに身を包んだメンバーが、楽器の演奏をせずにミュージカル調に軽快なダンスを踊った[8]。
2. Still I Love You (3:40)
（作詞・作曲:大森隆志　編曲:サザンオールスターズ）
大森のボーカル曲。

## 参加ミュージシャン
- 桑田佳祐:Vocal(#1)、Guitar(#2)
- 大森隆志:Guitar(#1,2)、Chorus(#1)、Vocal(#2)
- 原由子:Keyboards, Chorus(#1,2)
- 関口和之:Bass, Chorus(#1,2)
- 松田弘:Drums, Chorus(#1,2)
- 野沢秀行:Percussion, Chorus(#1,2)

## 収録アルバム
| 曲名             | 作品名                                    | 備考                                               |
| ---------------- | ----------------------------------------- | -------------------------------------------------- |
| 東京シャッフル   | 原由子 with サザンオールスターズ          | カセットテープのみでの発売のため、現在は廃盤作品。 |
| 東京シャッフル   | すいか SOUTHERN ALL STARS SPECIAL 61SONGS | 数量限定商品のため、現在は廃盤。                   |
| Still I Love You | すいか SOUTHERN ALL STARS SPECIAL 61SONGS | 数量限定商品のため、現在は廃盤。                   |

## ミュージック・ビデオ収録作品
| 曲名             | 作品名                                      | 備考                       |
| ---------------- | ------------------------------------------- | -------------------------- |
| 東京シャッフル   | SPACE MOSA 〜SPACE MUSEUM OF SOUTHERN ART〜 | 一部のみ収録。現在は廃盤。 |
| 東京シャッフル   | ベストヒットUSAS (Ultra Southern All Stars) |                            |
| Still I Love You | 未収録                                      |                            |